# سدولشهر
سدولشهر (به انگلیسی: Sadulshahar) یک منطقهٔ مسکونی در هند است که در Sadulshahar Tehsil واقع شده‌است. سدولشهر ۲۴٬۰۰۰ نفر جمعیت دارد.